# Charge émotionnelle
La charge émotionnelle ou charge affective désigne la propension à se soucier d'autrui et à offrir des signes d'affection ou d'attention. Elle est particulièrement développée par les femmes, dans leur vie professionnelle et dans leur sphère privée.
La notion de travail émotionnel est forgée et diffusée en 1983 par Le Prix des sentiments de la sociologue Arlie Russell Hochschild, ouvrage qui connaît un grand retentissement aux États-Unis à sa sortie, puis dans de nombreux pays où il est traduit, et qui fait aujourd'hui partie des classiques des sciences sociales.
La notion est vulgarisée en France par une bande dessinée publiée en 2018 par Emma, déjà connue pour un précédent ouvrage sur la charge mentale ménagère,. Emma définit la notion comme « le souci principalement porté par les femmes de mettre son environnement à l'aise aux dépens, souvent, de leur propre confort à elles ».

## Milieu professionnel

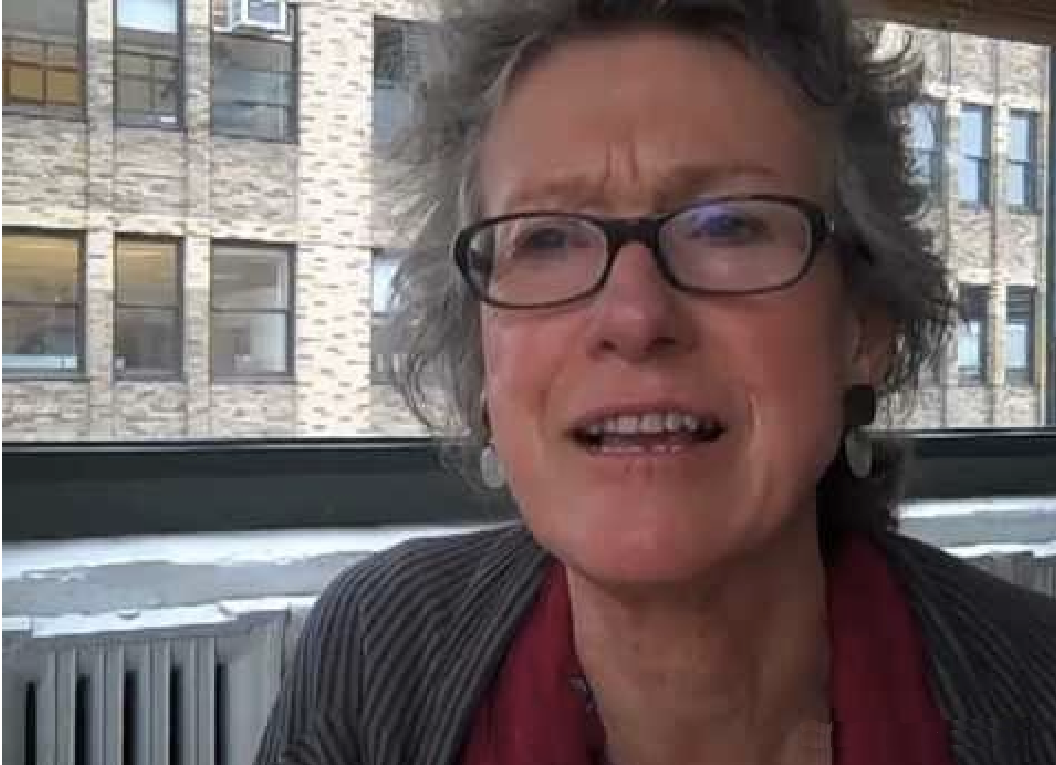
Arlie Russell Hochschild, autrice d'un ouvrage pionnier sur le travail émotionnel.

La sociologue Arlie Russell Hochschild a conceptualisé le « travail émotionnel » dans Le Prix des sentiments, publié en 1983 et traduit en France en 2017 : elle y étudie, entre autres, le travail des hôtesses de l'air dont la majeure partie consiste à contrôler leurs émotions et à mobiliser leur empathie. Selon Arlie Russell Hochschild, la moitié des femmes travaillent dans des métiers où la part du travail émotionnel est importante, notamment les métiers du service et du soin.
L'autrice Emma évoque la tendance des femmes à s'occuper, sur leur lieu de travail, du bien-être de leur entourage, de la décoration ou de cagnottes pour les pots de départ des collègues, en sus de leur tâche professionnelle. Plus largement, dans la vie en société, la charge émotionnelle peut aussi se traduire selon elle par un comportement qui s'adapte aux autres afin de ne pas mettre mal à l'aise son entourage, comme le fait de rire à des blagues que l'on ne trouve pas drôles pour ne pas gêner celui ou celle qui la fait.

## Relations amoureuses
Selon le sociologue Michel Bozon, les places de chaque partenaire dans une relation amoureuse hétérosexuelle ne sont pas équivalentes et les inégalités d’engagement dans la relation poussent l’un des partenaires, généralement la femme, à « agir pour compenser le déficit d’engagement de l’autre ». Ce travail consiste par exemple à « se préoccupe[r] systématiquement de l’équilibre des échanges verbaux et de la communication des pensées, alors que l’autre offre surtout sa présence, ses compétences, ses ressources financières ». Michel Bozon estime que le « caractère renfermé des hommes n'est pas inné ou irrémédiable » mais « une façon de résister à l’engagement affectif réciproque en marquant une distance », et constitue « paradoxalement une manifestation de domination masculine ».
Selon Emma, la charge émotionnelle au sein du couple se traduit par « l'anticipation des besoins et envies de l'autre », matérielle et psychologique, une plus grande participation aux tâches ménagères, la prise en charge de la santé du conjoint, ou le fait, plus généralement, de « lui faciliter la vie sans qu'il ait besoin de demander ». Elle souligne également que les relations sexuelles s'arrêtent généralement « une fois l’orgasme de l’homme atteint, indépendamment de la satisfaction de sa partenaire », alors que les femmes ont, elles, plus de difficultés à atteindre l’orgasme et prennent soin, malgré la frustration, de rassurer leur partenaire sur ses performances sexuelles. Elle cite Les sentiments du Prince Charles, bande dessinée de Liv Strömquist racontant l’histoire d’hommes célèbres à travers celle des femmes sur lesquelles ils ont pu s’appuyer pour mener à bien leurs projets.
La sociologue Arlie Hochschild souligne que chaque partenaire amoureux partage une charge émotionnelle différente, où les femmes mettent davantage l’emphase sur cette charge émotive comparativement aux hommes : «  a femme porte toutes ses émotions et garde tout sur ses épaules ». Cette charge émotionnelle déséquilibrée pousserait les partenaires à effectuer un travail personnel l’un envers l’autre pour atteindre un équilibre émotionnel et/ou relationnel stable et sain. Dans son livre « Le prix des sentiments », Hochschild traduit « la femme comme plus empathique, plus d’intuitions et plus facile à offrir du soutien et des conseils tandis que, les hommes, eux sont généralement plus paresseux côté émotionnel. », entrainant un déséquilibre de la charge émotionnelle. Ce déséquilibre dit « émotionnel », engendre des conflits relationnels et ainsi, des relations amoureuses moins heureuses.
L’autrice de la populaire bande dessinée « Emma » souligne que les hommes cachent leurs émotions à leur partenaire et cette même partenaire joue à la devinette pour tenter de comprendre le problème entrainant ainsi des difficultés dans le couple.
Sue Johnson, psychologue clinicienne, affirme que « la régulation des émotions »est un élément fondamental dans les relations. Les nombreuses études et recherches des spécialistes démontrent qu’une charge émotionnelle séparée égalitairement apporte un « sentiment d’attachement plus sain et heureux ».
Malgré la place importante que prend la charge émotionnelle dans un couple, il existe de multiples moyens, souvent en thérapie, pour enlever le poids de cette charge sur un seul des deux partenaires. L’association féministe d’éducation et d’action sociale souligne que « la femme met son environnement à l’aise aux dépens, souvent, de leur propre confort à elles ». Son bien-être passe en deuxième, d'où la création de ce guide de survie.

## Socialisation différenciée entre garçons et filles
Les différences en matière de dispositions affectives et de spécialisation des tâches émotionnelles s'expliquent, selon Arlie Russell Hochschild et Emma, par une socialisation différenciée entre garçons et filles,. Emma évoque des habitudes d'éducation consistant à « apprend[re] aux petites filles à se taire, ne pas se mettre en colère, être toujours mignonnes », et à brider les émotions des garçons. Selon Arlie Russell Hochschild, ces différences reflètent la différence de pouvoir entre les sexes.
Tout en poussant les femmes à prendre conscience de cette charge émotionnelle, Emma ne milite pas pour qu'elles l'abandonnent mais pour que les hommes l'endossent davantage.